# Župna crkva
Župna ili župska crkva je crkva u kršćanstvu koja je vjersko središte župe. Pod upravom je župnika, koji upravlja i filijalnom crkvom, kapelicom i ostalim sakralnim objektima i Crkvenim dobrima na području župe. Brojna naselja u Europi imaju crkve koje datiraju još iz srednjeg vijeka.